# Racovitziella endostromatica
Racovitziella endostromatica är en svampart som beskrevs av Döbbeler & Poelt 1978. Racovitziella endostromatica ingår i släktet Racovitziella, klassen Dothideomycetes, divisionen sporsäcksvampar och riket svampar.   Inga underarter finns listade i Catalogue of Life.